# السودان في الألعاب الأولمبية الصيفية 2012
شاركت السودان في دورة ألعاب أولمبية صيفية 2012، لندن المملكة المتحدة، في الفترة من 27 يوليو - 12 أغسطس 2012. وستشارك ب 6 رياضي في 2 رياضة.

## الجري
| الحدث  | الاسم     | الوقت |
| ------ | --------- | ----- |
| ٤٠٠م   | رباح يوسف | 44.54 |
| ١٠٠٠ م | [[]]      |       |

## مقالات ذات صلة
- الوطن العربي في الألعاب الأولمبية الصيفية 2012